# Матвеев, Константин Константинович (правовед)
Константи́н Константи́нович Матве́ев (лат. Konstantīns Matvejevs, родился в Риге в 1954 году) — латвийский правовед, юрист и педагог, доцент Балтийской международной академии. В 1991—1993 гг. депутат ВС Латвии от 44-го округа Риги, состоял в КПСС; член фракции «Равноправие», работал в комиссии по законодательным вопросам.

## Биография
Константин Константинович Матвеев родился в Риге 10 февраля 1954 года.
Закончил Рижскую 23-ю среднюю школу.
В 1975 году поступил на юридический факультет Латвийского Государственного университета и в 1980 году окончил его с отличием.
Получил распределение в отдел права Института философии и права Академии наук Латвийской ССР и начал учиться в аспирантуре и преподавать в ЛГУ в 1981 году. Участвовал в разработке закодательства по профилактике преступности среди несовершеннолетних. Подготовил ряд научных работ по криминологии.
С момента создания Балтийской международной академии в 1992 году преподает на юридическом факультете, был его деканом. С 1994 по 2004 год был руководителем программы «Правоведение». Читает курсы по конституционному праву, европейскому праву, Римскому праву, истории права Латвии.

## Общественная деятельность
В 1990 году был избран в Верховный совет Латвийской ССР, был членом фракции «Равноправие», которая оказалась в меньшинстве из-за принятых в ноябре 1989 года изменений в законе «О выборах в Верховный совет», обеспечивших преимущество сельским, преимущественно латышским районам Латвии. Будучи депутатом (с 1990 по 1993 год) энергично выступал за политическое и языковое равноправие всех жителей Латвии, против создания института неграждан и дискриминации трети населения Латвии.
Публиковался в журнале «Jurista vārds», Балтийском юридическом журнале.
В апреле 2008 года выступал на заседании комитета по петициям Европейского парламента, будучи представителем более чем 16 000 подписантов петиции о положении неграждан Латвии.

## Критикаконцепции оккупации Латвии
По мнению К.Матвеева, в понимании международного права события 1940 года с участием Советского Союза в 1940—1990 годах не являются оккупацией. Однако именно эта концепция стала основой правовой ситуации, созданной постановлением Верховного совета Латвии от 15 октября 1991 года о восстановлении гражданства Латвийской Республики, которым треть населения страны была лишена гражданских прав.
«Оккупация — это взятие под политический и военный контроль территории страны или части территории страны без намерения включить оккупированную территорию в состав оккупирующего государства, — напоминает К.Матвеев. — То есть, оккупация — это акт временный, преследующий вполне конкретные политические цели с точки зрения оккупирующей страны, временное военное принудительное присутствие на территории другого государства для решения политических задач, которые выгодны оккупирующей стране». На оккупированную территорию чаще всего не распространяется правовая система оккупирующей страны, граждане оккупированной территории не получают гражданства оккупирующей страны. Поскольку Советский Союз принял Латвию в свой состав, интегрировав её территорию и население на равных федеративных правах, оккупацией этот процесс не является. «Оккупация — это международно-правовое понятие, но наши правящие политики притворяются, что оно им неизвестно», — говорит Матвеев.

## Критика концепции национального государства
Национальное государство в международном праве — государство, обладающее полным государственным суверенитетом, национальное право — это не право национальности, а государства, которое Латвия в значительной мере потеряла после вступления в ЕС в 2004 году, подчеркивал К. Матвеев. Из правовых норм, которые влияют на жизнь обычного человека, около 80 % принимаются в Брюсселе и только 20 % на уровне латвийского законодательства. Термин «национальное государство» начисто лишен этнического критерия. Сама Латвия — типичная полиэтническая территория со времен крестоносцев. Многие государства Европы вкладывают большие деньги в поддержание полиэтничности, однако Латвия движется в противоположном направлении, сказал Матвеев после очередного ужесточения законов «Об образовании» и «О всеобщем образовании» относительно школьного образования. Сценарий ассимиляции русского населения Матвеев считает маловероятным.